# Zotalemimon puncticollis
Zotalemimon puncticollis là một loài bọ cánh cứng trong họ Cerambycidae.